# Хейлетоз
Хейлето́з (лат. cheyletosis) — акариаз, вызванный клещами рода Cheyletus, и характеризующийся дерматитом.
У человека дерматит вызывают хищный клещ Cheyletus eruditus (Shrank, 1781) и Cheyletus malaccensis (Oudemans, 1903) (сем. Cheyletidae, отр. Prostigmata), болезнь протекает в виде образования эритематозных папул и бляшек крапивницы, могут происходить экзематозные поражения или волдыри.
Дерматит у человека, вызванный C. eruditus, был впервые описан в 1917 году в Дании.
C. eruditus обитает в почве и растительной подстилке, поселяется в продовольственных магазинах, зернохранилищах, загрязняет продукты питания. Размер клеща 0,5—0,8 мм, желтоватого цвета. Жизненный цикл от яйца до взрослой стадии составляет 30 дней, на протяжении жизни самки откладывают около 200 яиц. C. eruditus нападает на человека при садово-полевых работах, поражая открытые участки тела. В месте укуса — эритема, образуется волдырь, может произойти повышение температуры (см. Акародерматит, Тромбидиаз). Фекальные шарики этих клещей содержат ферменты, которые повреждают защитную функцию кожи человека, делая её уязвимой для атак других аллергенов или патогенов (см. Клещевая сенсибилизация). Этого клеща находят и в слюне (см. Акариаз легочный). C. eruditus могут заползти в ухо (см. Отоакариаз).
C. eruditus могут поселяться в птичниках.
C. malaccensis вызывает у человека так называемый зуд пшеничного склада (Wheat warehouse itch).